# آیلین برنان
آیلین برنان (انگلیسی: Eileen Brennan؛ ۳ سپتامبر ۱۹۳۲ – ۲۸ ژوئیهٔ ۲۰۱۳) هنرپیشه اهل آمریکا بود. وی بین سال‌های ۱۹۶۰ تا ۲۰۱۱ میلادی فعالیت می‌کرد.
از فیلم‌هایی که وی در آن نقش داشته است، می‌توان به نیش، سرباز بنجامین، سرنخ، مترسک، دختر شایسته اخلاق ۲، استلا، سد معبر بزرگ دودی، بی‌پروا و در جستجوی دکتر سئوس اشاره کرد.